# 暁/幾億のシャンデリア
「暁／幾億のシャンデリア」（あかつき／いくおくのシャンデリア）は、日本のヴィジュアル系、ロックバンドアリス九號.の通算7枚目のシングルである。2006年2月22日にマーベラスAQLよりリリースされた。

## 解説
前作「九龍 -NINE HEADS RODEO SHOW-」から1か月という短いブランクで、「FANTASY」と同時発売された。本作収録の「暁」「幾億のシャンデリア」2曲がそれぞれTVアニメ『吟遊黙示録マイネリーベwieder』のオープニング曲とエンディング曲になっており、通常とは異なるレコード会社から発売された。そのため2010年に発売されたベストアルバム『Alice Nine Complete Collection 2006-2009』への収録は見送られ、2021年現在アルバムには収録されていない。
初回限定盤および通常盤の2タイプでリリースされ、初回限定盤には表題曲のPVを収録したDVDが付属していた。また当時はシングル作品にインストゥルメンタルが収録されることが珍しく、次にインストゥルメンタルが収録されたのは2013年の「Daybreak」である。

## チャート成績
本作品はオリコン週間シングルチャートでは、2006年3月6日付で初登場・最高順位ともに24位を記録した。計5週にわたって同チャート200位圏内にランクインし、その間に約1万枚を売り上げた。

## 収録曲
| 全作詞: 将、全作曲: アリス九號.。 |                                       |       |             |      |
| #                                 | タイトル                              | 作詞  | 作曲・編曲  | 時間 |
| 1.                                | 「暁」                                | 将    | アリス九號. | 3:32 |
| 2.                                | 「幾億のシャンデリア」                | 将    | アリス九號. | 4:29 |
| 3.                                | 「暁 (Instrumental)」                 | 将    | アリス九號. | 3:34 |
| 4.                                | 「幾億のシャンデリア (Instrumental)」 | 将    | アリス九號. | 4:27 |
| 合計時間:                         | 合計時間:                             | 16:03 |             |      |

| 全作詞: 将、全作曲: アリス九號.。 |          |      |             |
| #                                 | タイトル | 作詞 | 作曲・編曲  |
| 1.                                | 「暁」   | 将   | アリス九號. |

## 品番
|            | リリース日    | 品番       |
| ---------- | ------------- | ---------- |
| 初回限定盤 | 2006年2月22日 | MJCD-23014 |
| 通常盤     | 2006年2月22日 | MJCD-23015 |